# 13-я пехотная дивизия (Болгария)
13-я пехотная дивизия (болг. Тринадесета пехотна дивизия) — дивизия болгарской армии, существовавшая в 1913 году.

## История
Сформирована 12 мая 1913 как 2-я резервная пехотная дивизия из 62-го, 63-го и 64-го пехотных полков, 13-го артиллерийского полка и 13-й сапёрной роты. Первым командиром дивизии был Христо Цонев Луков. Дивизия участвовала во Второй Балканской войне (большую часть времени под командованием генерала Ивана Попова), сражаясь с сербскими войсками в составе 3-й армии. В июле 1913 года расформирована, остатки её вошли в состав 10-й Беломорской пехотной дивизии.

## Командиры
| #  | Звание        | Имя          | Время         |
| -- | ------------- | ------------ | ------------- |
| 1. | генерал-майор | Христо Луков | 12 май 1913—? |
| 2. | генерал-майор | Иван Попов   | ?—июль 1913   |